# Elisabeth Sanxay Holding
Elisabeth Sanxay Holding (Brooklyn, 18 giugno 1889 – Bronx, 7 febbraio 1955) è stata una scrittrice statunitense di romanzi gialli.

## Biografia
Nata Elisabeth Sanxay a Brooklyn il 18 giugno 1889, frequenta varie scuole private tra le quali la Miss Whitcomb’s School for Ladies e la Miss Botsford’s School prima di sposare nel 1913 il diplomatico inglese George Holding.
Viaggia a lungo in America Latina e nei Caraibi, stabilendosi per molti anni nelle Bermuda assieme al marito e le due figlie Skeffington e Antonia.
Esordisce nei primi anni venti con alcuni romanzi rosa prima di passare, in seguito alla Grande depressione, alla più redditizia detective novel, genere al quale dà un vistoso contributo con una ventina di romanzi (uno dei quali, Una barriera di vuoto, trasposto in pellicola due volte) ricevendo gli elogi del collega Raymond Chandler.

## Opere tradotte in italiano
- Una barriera di vuoto (The blank wall, 1947), Milano, Feltrinelli, 1966 (Gialli Feltrinelli K 350 N.3) - Nuova ed. Palermo, Sellerio, 2001 (La Memoria N.513) traduzione di Rosalia Coci ISBN 88-389-1715-9.
- Uno strano caso alle Bermuda (The Strange Crime in Bermuda, 1937), Milano, Marco Polillo Editore, 2018 (I Bassotti N.194) traduzione di Dario Pratesi ISBN 9788881545100.
- Lady Killer (ed. originale, 1942), Elliot, Roma, 2019; traduzione di Roberta Arrigoni. ISBN 978-88-699-3790-3.
- Il figlio della vedova (Widow's Mite, 1953), Elliot, Roma, 2020; traduzione di Massimo Ferraris. ISBN 978-88-699-3984-6.

## Filmografia parziale
- Il prezzo del potere (The Price of Pleasure), regia di Edward Sloman (1925)
- Sgomento (The Reckless Moment) (1949) regia di Max Ophüls (soggetto dal romanzo Una barriera di vuoto)
- I segreti del lago (The Deep End) (2001) regia di Scott McGehee e David Siegel (soggetto dal romanzo Una barriera di vuoto)